# Phaeosphaeriopsis
Phaeosphaeriopsis är ett släkte av svampar. Phaeosphaeriopsis ingår i familjen Phaeosphaeriaceae, ordningen Pleosporales, klassen Dothideomycetes, divisionen sporsäcksvampar och riket svampar.
|                   | Cicinobolus |
|                   | |
|                   | Stagonospora |
|                   | |
|                   | Hendersonia |
|                   | |
|                   | Eudarluca |
|                   | |
|                   | Sclerostagonospora |
|                   | |
|                   | Ampelomyces |
|                   | |
|                   | Wilmia |
|                   | |
|                   | Phaeosphaeria |
|                   | |
|                   | Carinispora |
|                   | |
|                   | Phaeoseptoria |
|                   | |
|                   | Parabotryon |
|                   | |
|                   | Ophiosphaerella |
|                   | |
|                   | Sphaerellopsis |
|                   | |
|                   | Tiarospora |
|                   | |
|                   | Scolecosporiella |
|                   | |
|                   | Monascostroma |
|                   | |
|                   | Lautitia |
|                   | |
|                   | Mixtura |
|                   | |
|                   | Hadrospora |
|                   | |
|                   | Nodulosphaeria |
|                   | |
|                   | Barria |
|                   | |
| Phaeosphaeriopsis | \| \| Phaeosphaeriopsis agavensis \| \| \| \| \| \| Phaeosphaeriopsis amblyospora \| \| \| \| \| \| Phaeosphaeriopsis glaucopunctata \| \| \| \| \| \| Phaeosphaeriopsis nolinae \| \| \| \| \| \| Phaeosphaeriopsis obtusispora \| \| \| \| \| \| Phaeosphaeriopsis musae \| \| \| \| |
|                   | \| \| Phaeosphaeriopsis agavensis \| \| \| \| \| \| Phaeosphaeriopsis amblyospora \| \| \| \| \| \| Phaeosphaeriopsis glaucopunctata \| \| \| \| \| \| Phaeosphaeriopsis nolinae \| \| \| \| \| \| Phaeosphaeriopsis obtusispora \| \| \| \| \| \| Phaeosphaeriopsis musae \| \| \| \| |
|                   | Isthmosporella |
|                   | |
|                   | Katumotoa |
|                   | |
|                   | Phaeosphaeriopsis agavensis |
|                   | |
|                   | Phaeosphaeriopsis amblyospora |
|                   | |
|                   | Phaeosphaeriopsis glaucopunctata |
|                   | |
|                   | Phaeosphaeriopsis nolinae |
|                   | |
|                   | Phaeosphaeriopsis obtusispora |
|                   | |
|                   | Phaeosphaeriopsis musae |
|                   | |

|  | Phaeosphaeriopsis agavensis      |
|  |                                  |
|  | Phaeosphaeriopsis amblyospora    |
|  |                                  |
|  | Phaeosphaeriopsis glaucopunctata |
|  |                                  |
|  | Phaeosphaeriopsis nolinae        |
|  |                                  |
|  | Phaeosphaeriopsis obtusispora    |
|  |                                  |
|  | Phaeosphaeriopsis musae          |
|  |                                  |